# La Chatte métamorphosée en femme (film, 1909)
Pour les articles homonymes, voir La Chatte métamorphosée en femme.
Pour plus de détails, voir Fiche technique et Distribution.
La Chatte métamorphosée en femme est un film muet français réalisé par Louis Feuillade, sorti en 1909.

## Fiche technique
- Scénario : Louis Feuillade, d'après Ésope et Jean de la Fontaine.
- Date de sortie : France : septembre 1909

## Distribution
- Christiane Mandelys
- Alice Tissot
- Maurice Vinot
- Renée Carl